# Model (moda)
Una model o un model és la persona que vesteix roba o accessoris amb la finalitat de mostrar-les a tercers.

## Especialitats
En el modelatge (o activitat de presentar al públic roba), és possible distingir dues grans categories:
- les models de passarel·la (associades a presentar vestimentes de dissenyadors de roba)
- models de fotografia (vinculades a la publicitat de producte i a les arts visuals i disseny)

Cadascuna d'aquestes categories requereix un perfil específic. Les oportunitats són moltes méss àmplies per a les persones que vol ser model fotogràfica publicitària. Les més elevades característiques per a un model s'estableixen en el camp de les desfilades de moda, en què no només és la bellesa, la figura i l'altura, sinó també una sèrie de coneixements específics per als quals fins i tot hi ha escoles especialitzades.
També hi ha models de dibuix i pintura.

## Models

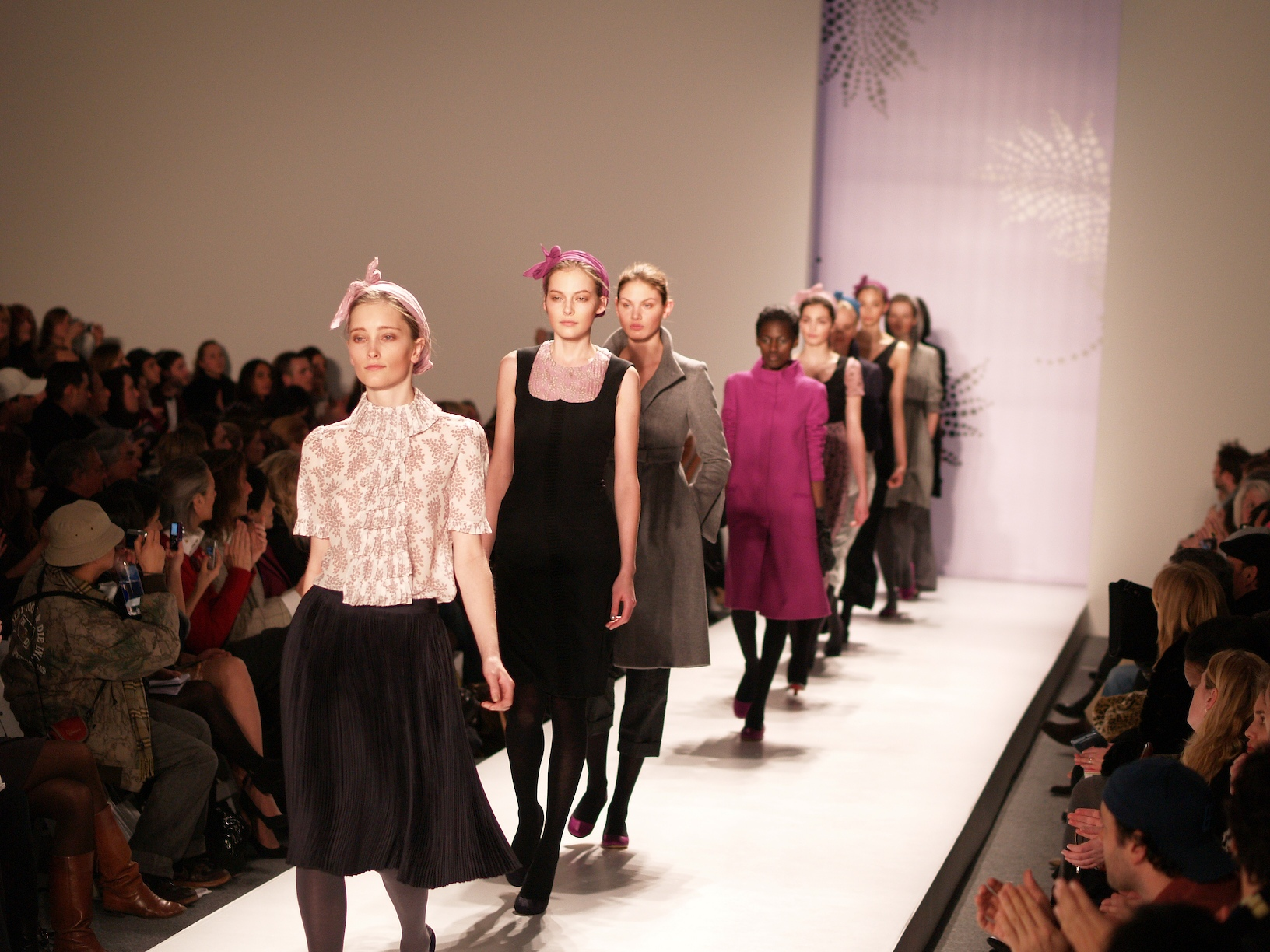
Models mostrant roba

Algunes d'aquestes persones aconsegueixen fama mundial i es converteixen en top models, supermodels o primeres figures del món com a models. Són habitualment noies joves que s'han guanyat el prestigi d'estar entre les primeres al món i són les més sol·licitades per a aparèixer a portades de revistes de moda, catàlegs i passarel·les, esdevenint estrelles en el seu camp. Als anys 90, les top models van esdevenir un fenomen social, eren conegudes popularment i aclamades com les estrelles de l'època daurada del cinema o alguns esportistes en altres temps.
Algunes d'aquestes persones aconsegueixen fama mundial i es converteixen en top models, supermodels o primeres figures del món com a models. Són habitualment noies joves que s'han guanyat el prestigi d'estar entre les primeres al món i són les més sol·licitades per a aparèixer a portades de revistes de moda, catàlegs i passarel·les, esdevenint estrelles en el seu camp. Als anys 90, les top models van esdevenir un fenomen social, eren conegudes popularment i aclamades com les estrelles de l'època daurada del cinema o alguns esportistes en altres temps.
Lisa Fonssagrives va obrir el camí d'allò que es consideraria ser una top model. Després van venir Janice Dickinson, Twiggy, Gia Carangi, Tyra Banks, Gisele Bündchen, Christie Brinkley, Carla Bruni, Naomi Campbell, Cindy Crawford, Linda Evangelista, Heidi Klum, Elle Macpherson, Kate Moss, Beverly Peele, Claudia Schiffer, Eva Herzigova, Laetitia Casta, Karolina Kurkova, Petra Němcová, Ana Beatriz Barros, Alessandra Ambrosio, Cara Delevingne, i Adriana Lima.
Entre els models masculins més famosos s'hi troben Tyson Beckford, Marcus Schenkenberg, Andrew Stetson, Massimiliano Neri, Mark Vanderloo, Alex Lundqvist, Michael Bergin i Will Chalker.

## Salut
La feina d'una persona model és portar posat el que li diguin per mostrar-ho. En principi, la idea és que el públic vegi com queda posat en un cos, sense necessitat d'emprovar-s'ho. Els dissenyadors i venedors poden demanar una manera de portar-ho que considerin amb més estil, més bonica o més elegant, vendre idealitzacions o somnis, mostrar la seva feina minimitzant el cos, que no es feina seva, o prendre's el cos com una perxa adaptada a les mides i formes dels seus esquetxos o dibuixos. D'altra banda, les actituds i postures, els gestos, les imatges i històries de conjunt que mitjançant elles es mostren, solen ser fruit de polèmica per la imatge que moltes vegades es dona de les dones; pasives, malaltes, mancades d'alguna cosa, agredides, drogades, objectitzades, tristes, perdudes.

### Problemes de salut
L'extrema primesa de la majoria de top models ha provocat acusacions de distorsionar la imatge d'un cos sa i de fomentar l'anorèxia entre les noies que les prenen com a exemple a imitar. Els organitzadors de la Pasarela Cibeles a Madrid van decidir el setembre del 2006 rebutjar les models que no tenien un índex de massa corporal qualificat com a saludable per metges professionals. El febrer del 2007, la model uruguaiana Eliana Ramos es va convertir en la sisena model internacional en morir de malnutrició, sis mesos després que morís la seva germana Luisel, també model, d'una aturada cardíaca provocada per l'anorèxia.

### Visió de gènere
Les feministes també critiquen la metanarrativa i l'objectització de la dona, no només en assimilar cossos humans a dibuixos irreals sinó en els missatges que es donen amb aquestes persones d'aparença dèbil i malaltissa, mancada, no subjectes i sense personalitat, de vegades fins i tot promovent agressions sexuals i violència a fotografies, espectacles com les desfilades i videos publicitaris. Les noies veuen la seva vàlua i capacitat de ser estimades limitada a tenir un cos amb unes mesures "ideals", no reals.
Els masclistes, que no veuen a la dona al mateix nivell que l'home, les "idealitzen" reduint-les a objectes per a no compartir el seu poder.